# 保莱特·纳达尔
保莱特·纳达尔（Paulette Nardal ，1896年10月12日 - 1985年2月16日）是一位馬提尼克作家、记者。她是黑人性運動的推動人之一，并通过翻译向法国知识分子介绍了哈莱姆文艺复兴作品。她還支持泛非主义以及女权主义。纳尔达來自马提尼克的中上阶层，后来成为一名教师，并前往法國本土學習。她是第一位在巴黎大学学习的黑人。
第二次世界大战开始时，纳尔达逃离法国，但她所乘坐的船遭到潜艇袭击，她受傷並且终身残疾。回到马提尼克岛后，她創辦了女权组织和报纸，鼓励受过教育的妇女推動社会的进步。
20世纪50和60年代，她支持马丁·路德·金在美国开展的民权运动。纳尔达终身未婚。 